# Orange Walk District
Orange Walk ist einer von sechs Verwaltungsbezirken (Districts) in Belize (Mittelamerika) und liegt im Nordwesten des Landes. 

## Geographie
Der Distrikt Orange Walk hat rund 46.000 Einwohner (Berechnung 2006).

### Natur
Bekannt ist der Distrikt auch für seine hohe Artenvielfalt an Vögeln. Er gehört zu den vogelreichsten Regionen der Erde.

## Städte und Orte
Die Hauptstadt des Distrikts ist Orange Walk Town, etwa 90 Kilometer nördlich von Belize City.
Weitere Städte und Dörfer in Orange Walk sind Carmelita, Guinea Grass Town, San Estevan, San Jose, San Pablo, Shipyard, Indian Church, San Carlos und Trial Farm.

## Kultur und Sehenswürdigkeiten
In Orange Walk befinden sich die antiken Maya-Ruinen von Lamanai, eine der größten Mayastätten in Belize. Bekannt ist der Distrikt auch für seine hohe Artenvielfalt an Vögeln. Er gehört zu den vogelreichsten Regionen der Erde.